# Conquista de Conistorgis
A Conquista de Conistorgis foi um conflito militar entre os Lusitanos e a República Romana.

## Antecedentes
Anteriormente, Roma havia enviado Múmio para lutar contra Césaro. Césaro foi inicialmente derrotado, no entanto, enquanto fugia, conseguiu reverter a batalha, matando 9.000 romanos no final. Múmio usou os seus 5.000 soldados restantes e atacou os lusitanos de surpresa, matando um grande número deles.

## A Batalha
Os lusitanos do outro lado do Rio Tejo, liderados por Cauceno, invadiram os Cinetes, que eram súditos de Roma, e capturaram Conistorgis.

## Consequências
Em resposta às batalhas lusitanas, Múmio perseguiu as forças lusitanas até a África. Múmio derrotou com sucesso os rebeldes lusitanos e encerrou o cerco de Ocile.